# Nekrolog 1845
Nekrolog
◄◄
| ◄
| 1841
| 1842
| 1843
| 1844
| 1845 | 1846 | 1847 | 1848 | 1849 | ► | ►►
Weitere Ereignisse | Allgemeiner Nekrolog 1845
Die Beschreibung der verstorbenen Person sollte so kurz wie möglich gehalten sein und nur deren signifikante Tätigkeit(en) enthalten.
Neue Namen ggf. auch unter dem Geburts- und Sterbedatum, also etwa unter 1. Januar und im Geburts- und Sterbejahr (2024) eintragen (nur bei entsprechender großer Wichtigkeit). Für Beispiele siehe die schon vorhandenen Artikel.
Außerdem über die fünf zuletzt Verstorbenen, zu denen es einen ausreichend guten Artikel für eine Präsentation auf der Hauptseite gibt, nach der todesbedingten Überarbeitung der Artikel ggf. auch unter Wikipedia Diskussion:Hauptseite informieren und sie am besten auch in den anderen Wikipedia-Sprachversionen eintragen. Tipp: Regelmäßig bei news.google.de nach „ist tot“, „gestorben“ oder „verstorben“ suchen.
Wenn eine Person gestorben ist, gibt es viele Seiten zu dieser Person in der Wikipedia, die davon auch betroffen sind und entsprechend aktualisiert werden müssen. Beispiele: Namenübersichtsseite, Geburtsjahr, Geburtsort-Seiten und viele mehr.
Wie finde ich die betroffenen Seiten?
Im Suchfeld auf der linken Seite gibt man den Suchbegriff so ein: „Vorname Nachname“. Dann klickt man auf Volltext und alle Seiten mit entsprechendem Suchtext werden aufgerufen. Hier sieht man dann schnell, wo auch das Todesjahr Sinn macht oder sogar ein Teil des Artikels angepasst werden muss. Auch hilft das „Werkzeug“ auf der linken Seite sehr gut, um solche Seiten aufzufinden: „Links auf diese Seite“. Somit ist die Wikipedia wieder aktuell in allen Bereichen! Hinweis: bei Eintragung der Kategorie „Gestorben JAHR“ wird der Missbrauchsfilter 49 ausgelöst, was jedoch nicht schlimm ist. Siehe: Spezial:Missbrauchsfilter/49
Dies ist eine Liste von im Jahr 1845 verstorbenen bekannten Persönlichkeiten. Die Einträge erfolgen innerhalb der einzelnen Daten alphabetisch sortiert. Tiere sind im Nekrolog für Tiere zu finden.

## Januar
| Tag        | Name                                      | Beruf, bekannt als                                                                             | Alter | Beleg |
| ---------- | ----------------------------------------- | ---------------------------------------------------------------------------------------------- | ----- | ----- |
| 1. Januar  | Eduard Fürst Lichnowsky                   | österreichischer Adliger und Historiker                                                        | 55    |       |
| 1. Januar  | William Nott                              | General der Britischen Ostindien-Kompanie                                                      | 62    |       |
| 2. Januar  | Hortense Haudebourt-Lescot                | französische Malerin des Klassizismus                                                          | 60    |       |
| 2. Januar  | Mullawirraburka                           | Führer der Kaurna-Aborigines                                                                   |       |       |
| 3. Januar  | Henriette Marx                            | Schwester von Karl Marx                                                                        | 24    |       |
| 4. Januar  | Louis-Léopold Boilly                      | französischer Maler und Lithograph                                                             | 83    |       |
| 5. Januar  | Kazimierz Małachowski                     | polnischer General                                                                             | 79    |       |
| 5. Januar  | Robert Smirke                             | britischer Maler                                                                               | 91    |       |
| 6. Januar  | Ferdinand Philipp Grimm                   | deutscher Sagensammler                                                                         | 56    |       |
| 8. Januar  | Christian Konrad Jakob Dassel             | deutscher evangelischer Geistlicher und Pädagoge                                               | 76    |       |
| 8. Januar  | Pauline von Sagan                         | deutsch-baltische Adlige, Herzogin von Sagan (1839–1845), Prinzessin von Kurland und Semgallen | 62    |       |
| 10. Januar | Sebastian Balthasar von Hößlin            | Stadtbaumeister der Stadt Augsburg                                                             | 85    |       |
| 10. Januar | Diego Vigil Cocaña                        | zentralamerikanischer Präsident                                                                |       |       |
| 11. Januar | Etheldred Benett                          | britische Paläontologin                                                                        | 68    |       |
| 11. Januar | Louis Schwabe                             | Seidenfabrikant                                                                                | 46    |       |
| 12. Januar | Abraham J. Hasbrouck                      | US-amerikanischer Politiker                                                                    | 71    |       |
| 12. Januar | Samuel Christoph Wagener                  | deutscher, lutherischer Theologe und Schriftsteller                                            | 81    |       |
| 13. Januar | Basile Guy Marie Victor Baltus de Pouilly | französischer General                                                                          | 79    |       |
| 14. Januar | Adolph Wilhelm Otto                       | deutscher Anatom und Hochschullehrer                                                           | 58    |       |
| 15. Januar | Sebastian Binder                          | österreichischer Opernsänger (Tenor) und Gesangspädagoge                                       |       |       |
| 17. Januar | Johann Philipp Sonntag                    | badischer Politiker und Papierfabrikant                                                        | 66    |       |
| 17. Januar | Nikolaus Friedrich von Thouret            | deutscher Maler des Klassizismus, Hofbaumeister                                                | 77    |       |
| 18. Januar | Nikolai Grigorjewitsch Repnin-Wolkonski   | russischer Generalleutnant                                                                     |       |       |
| 19. Januar | Karl Borromäus von Miltitz                | deutscher Dichter, Komponist und Musikkritiker                                                 | 63    |       |
| 19. Januar | Silvestre Selva Sacasa                    | nicaraguanischer Politiker und 1845 „Director Supremo“ des Landes                              |       |       |
| 20. Januar | John Carr                                 | US-amerikanischer Politiker                                                                    | 51    |       |
| 20. Januar | Edward Raczyński                          | polnischer Adliger, Gründer der Raczynski-Bibliothek                                           | 58    |       |
| 21. Januar | Maria Johanna von Aachen                  | deutsche Autorin                                                                               | 89    |       |
| 22. Januar | Friedrich Bernhard Culemann               | deutscher Verlagsbuchhändler, Herausgeber und Unternehmer                                      |       |       |
| 22. Januar | Friedrich Erich August Krämer             | deutscher Theologe und Schulleiter                                                             | 59    |       |
| 23. Januar | Gustav Adolph von Rutschmann              | deutscher Ministerialbeamter und Direktor der Vereinigten Forsten und Bergwerke in Baden       | 52    |       |
| 25. Januar | Ignatia Jorth                             | katholische Ordensgründerin                                                                    | 64    |       |
| 26. Januar | Howe Browne, 2. Marquess of Sligo         | irischer Staatsmann                                                                            | 56    |       |
| 26. Januar | Jacob Gensler                             | deutscher Maler                                                                                | 37    |       |
| 28. Januar | Ernst von Houwald                         | deutscher Schriftsteller und Dramatiker                                                        | 66    |       |
| 28. Januar | Elisabeth Michailowna Romanowa            | russische Großfürstin und Herzogin von Nassau                                                  | 18    |       |
| 29. Januar | August Wilhelm Friedrich von Degenfeld    | Herr auf dem Eulenhof, Mitherr zu Ehrstädt, Waibstadt, Wagenbach und Unterbiegelhof            | 49    |       |
| 30. Januar | Johann Georg von Aretin                   | bayerischer Staatsbeamter, Jurist und Nationalökonom                                           | 74    |       |
| 30. Januar | Michael Kaskel                            | deutscher Bankier und Kommerzienrat                                                            | 69    |       |
| 30. Januar | Franz Körte                               | deutscher Natur- und Agrarwissenschaftler                                                      | 62    |       |

## Februar
| Tag         | Name                                          | Beruf, bekannt als                                                                                         | Alter | Beleg |
| ----------- | --------------------------------------------- | --- | ----- | ----- |
| 1. Februar  | Aloys Bach                                    | deutscher Gymnasialprofessor, Konviktsregens und Heimatforscher                                            | 74    |       |
| 1. Februar  | Alois von Hornberger                          | bayerischer Offizier, Ritter des Max-Joseph-Ordens und Beamter                                             | 65    |       |
| 2. Februar  | Maxime-Julien Émeriau de Beauverger           | französischer Admiral                                                                                      | 82    |       |
| 4. Februar  | Robert Weakley                                | US-amerikanischer Politiker                                                                                | 80    |       |
| 5. Februar  | Robert-Aglaé Cauchoix                         | französischer Optiker und Feinmechaniker                                                                   | 68    |       |
| 6. Februar  | Joaquín Rivera Bragas                         | Staatschef der Provinz Honduras in der zentralamerikanische Konföderation                                  | 49    |       |
| 9. Februar  | Richard Cheatham                              | US-amerikanischer Politiker                                                                                | 45    |       |
| 10. Februar | William Griffith                              | britischer Botaniker                                                                                       | 34    |       |
| 13. Februar | Kenneth Howard, 1. Earl of Effingham          | britischer Soldat und Adliger                                                                              | 77    |       |
| 13. Februar | Carl Christoph Gottlob von Knobelsdorff       | preußischer Landrat und Gutsbesitzer                                                                       |       |       |
| 13. Februar | Matthäus Schlack                              | deutscher Schulmeister, Geometer und Amerikareisender                                                      | 64    |       |
| 13. Februar | Henrich Steffens                              | norwegisch-deutscher Philosoph, Naturforscher und Dichter                                                  | 71    |       |
| 14. Februar | Joseph Lakanal                                | französischer Politiker (Comité de l'Instruction publique)                                                 | 82    |       |
| 15. Februar | Wilhelm Daniels                               | deutscher Notar, Justizrat und Oberbürgermeister von Aachen                                                | 67    |       |
| 15. Februar | Bernhard Sebastian von Nau                    | deutscher Kameralist, Naturforscher und Mitglied der Ständeversammlung des Großherzogtums Frankfurt        | 78    |       |
| 16. Februar | Carl Ludwig Wimmel                            | deutscher Architekt und Baumeister                                                                         | 59    |       |
| 17. Februar | Robert Grosvenor, 1. Marquess of Westminster  | britischer Adliger und Politiker                                                                           | 77    |       |
| 17. Februar | Paul Sandby Munn                              | britischer Aquarellmaler, Zeichner und Lithograf                                                           | 72    |       |
| 20. Februar | Salomon Jacob Cohen                           | jüdischer Lehrer und Autor                                                                                 | 72    |       |
| 20. Februar | Johann Carl Rößler                            | deutscher Porträtmaler                                                                                     | 69    |       |
| 20. Februar | Peter Iwanowitsch Tufiakin                    | russischer Adliger                                                                                         |       |       |
| 21. Februar | Henry W. Dwight                               | US-amerikanischer Politiker                                                                                | 56    |       |
| 22. Februar | Moritz Johann Heinrich Beckhaus               | deutscher reformierter Theologe                                                                            | 76    |       |
| 22. Februar | Theodor von Kobbe                             | Jurist, Menschenrechtler, Schriftsteller                                                                   | 46    |       |
| 22. Februar | William Wellesley-Pole, 3. Earl of Mornington | irisch-britischer Marineoffizier und Politiker, Münzmeister (1814–1823) und Generalpostmeister (1834–1835) | 81    |       |
| 23. Februar | Jakob Braendlin-Näf                           | Pionier der Schweizer Baumwollindustrie                                                                    | 69    |       |
| 23. Februar | James W. Wilkin                               | US-amerikanischer Rechtsanwalt, Offizier und Politiker                                                     |       |       |
| 24. Februar | Friedrich von Hessen-Kassel                   | hessischer Adliger, Statthalter von Schleswig-Holstein Gouverneur von Norwegen                             | 73    |       |
| 24. Februar | Julius Friedrich Winzer                       | deutscher Ethnologe und evangelischer Theologe                                                             | 66    |       |
| 25. Februar | Asher Robbins                                 | US-amerikanischer Politiker                                                                                | 87    |       |
| 26. Februar | Domenico Gilardi                              | Schweizer Architekt                                                                                        | 59    |       |
| 26. Februar | Johann Heinrich Schervier                     | deutscher Unternehmer                                                                                      | 61    |       |
| 27. Februar | Karl Georg Dümge                              | deutscher Historiker                                                                                       | 72    |       |
| 28. Februar | Charles Duvernoy                              | französischer Klarinettist, Musikpädagoge und Komponist                                                    |       |       |
| 28. Februar | Bernhard Sökeland                             | deutscher Lehrer und Historiker                                                                            | 47    |       |
| 28. Februar | Lucretia Johanna van Winter                   | niederländische Kunstsammlerin                                                                             | 59    |       |

## März
| Tag      | Name                                 | Beruf, bekannt als | Alter | Beleg |
| -------- | ------------------------------------ | --- | ----- | ----- |
| 1. März  | Johann Christian Ferdinand Aßmann    | deutscher Theologe | 52    |       |
| 1. März  | Gerhard Janssen Schmid               | Orgelbauer in Ostfriesland                                                                                                 | 74    |       |
| 1. März  | Johannes Michael Speckter            | deutscher Lithograf und Grafiksammler                                                                                      | 80    |       |
| 3. März  | Sofja Stroganowa                     | russische Hofdame, Unternehmerin und Mäzenin                                                                               | 69    |       |
| 3. März  | Johann Adolf von Zezschwitz          | sächsischer Generalleutnant, Kriegsminister                                                                                | 66    |       |
| 4. März  | Henry Burney                         | britischer Handlungsreisender und Diplomat                                                                                 | 53    |       |
| 4. März  | August Gotthilf Gernhard             | deutscher Pädagoge und Philologe                                                                                           | 74    |       |
| 7. März  | Kiril Pejtschinowitsch               | makedonisch-bulgarischer Geistlicher und Schriftsteller                                                                    |       |       |
| 9. März  | Adolf Sander                         | deutscher Jurist und badischer Landtagsabgeordneter                                                                        | 43    |       |
| 10. März | Christian Heinrich Kindler           | deutscher Bürgermeister der Hansestadt Lübeck                                                                              | 82    |       |
| 12. März | Maria Catharina Tismar               | deutsche Stiftungsgründerin                                                                                                | 80    |       |
| 13. März | Ignaz Bruder                         | deutscher Orgelbauer | 65    |       |
| 13. März | John Frederic Daniell                | britischer Chemiker | 55    |       |
| 13. März | Charles-Guillaume Étienne            | französischer Schriftsteller, Politiker, Librettist und Mitglied der Académie française                                    | 68    |       |
| 14. März | Anton Christian Wedekind             | deutscher Historiker und Verwaltungsjurist                                                                                 | 81    |       |
| 15. März | Siegmund Leopold Beyfus              | jüdischer Bankier | 58    |       |
| 15. März | Charles de Bosset                    | Schweizer Ingenieur | 71    |       |
| 16. März | Isaac C. Bates                       | US-amerikanischer Politiker                                                                                                | 66    |       |
| 16. März | Andrew Beirne                        | US-amerikanischer Politiker                                                                                                |       |       |
| 16. März | Josef Georg Schmalz                  | österreichischer Dramatiker, Spielleiter und Köhler                                                                        | 41    |       |
| 17. März | Hjort Lorenzen                       | Abgeordneter in der schleswigschen Ständeversammlung                                                                       | 54    |       |
| 17. März | Amilcare Paulucci                    | Generalinspektor |       |       |
| 18. März | Pierre François Marie Auguste Dejean | französischer Generalleutnant und Entomologe                                                                               | 64    |       |
| 18. März | Ernest Konstantin Růžička            | Rektor des Generalseminars in Lemberg, Generalvikar von Budweis und Bischof von Budweis                                    | 83    |       |
| 20. März | Johannes Friedrich Ludwig Schröder   | deutscher lutherischer Theologe und Mathematiker                                                                           | 70    |       |
| 22. März | Georg Johann Reuter                  | deutscher Bürgermeister und Vater von Fritz Reuter                                                                         | 68    |       |
| 23. März | Ignaz Joseph von Obernberg           | deutscher Verwaltungsbeamter und Lokalhistoriker                                                                           | 83    |       |
| 24. März | Ludwig Gall                          | österreichischer Beamter und Pianist                                                                                       | 75    |       |
| 27. März | Michael Bille                        | dänisch-norwegischer und preußischer Marineoffizier                                                                        | 75    |       |
| 27. März | Christian Andreas Julius Reventlow   | Amtmann und königlich-dänischer Kommissar beim Bau der ersten Schleswig-Holsteinischen Eisenbahnlinie von Altona nach Kiel | 37    |       |
| 30. März | Nikolai Semjonowitsch Mordwinow      | russischer Admiral | 90    |       |
| März     | Nicolás Espinoza                     | konservativer Politiker in der Provinz El Salvador                                                                         | 49    |       |

## April
| Tag       | Name                                        | Beruf, bekannt als                                                                    | Alter      | Beleg |
| --------- | ------------------------------------------- | ------------------------------------------------------------------------------------- | ---------- | ----- |
| 1. April  | Philipp Christian Friedrich Bodecker        | deutscher Forstmann, Leiter der oldenburgischen Forstverwaltung                       | 88         |       |
| 2. April  | George Francis Wyndham, 4. Earl of Egremont | britischer Marineoffizier und Peer                                                    | 58         |       |
| 4. April  | Friedrich Adolf Krummacher                  | reformierter Theologe                                                                 | 77         |       |
| 5. April  | Friederike Ellmenreich                      | deutsche Schauspielerin und Schriftstellerin                                          |            |       |
| 7. April  | Moses Bendix                                | deutscher Textilunternehmer                                                           | 44 oder 45 |       |
| 7. April  | Julie Clary                                 | Königin von Neapel, Sizilien und Spanien                                              | 73         |       |
| 7. April  | Richard Cutts                               | US-amerikanischer Politiker                                                           | 73         |       |
| 7. April  | Daniel Fritz                                | Bürgermeister und Landtagsabgeordneter                                                | 67         |       |
| 7. April  | Marcus Fidelis Jaeck                        | deutscher katholischer Theologe und Geistlicher                                       | 76         |       |
| 7. April  | Konstantin von Witzleben                    | preußischer Generalleutnant und Kommandant von Glatz                                  | 60         |       |
| 9. April  | Honoré Théodore Maxime Gazan de la Peyrière | französischer General                                                                 | 79         |       |
| 9. April  | Georg August von Griesinger                 | deutscher Diplomat und Schriftsteller                                                 | 76         |       |
| 12. April | Franz Höbarth                               | österreichischer Baumeister                                                           |            |       |
| 12. April | Hendrik Merkus de Kock                      | niederländischer Militär und Politiker                                                | 65         |       |
| 13. April | Constance zu Salm-Reifferscheidt-Dyck       | französische Dichterin und Schriftstellerin                                           | 77         |       |
| 13. April | Carl Sieg                                   | deutscher Porträtmaler und Lithograf                                                  | 60         |       |
| 13. April | Johann Wendt                                | deutscher Arzt, Professor und Rektor der Universität Breslau                          | 67         |       |
| 15. April | Chandu Lal                                  | Machthaber in Hyderabad (1808–1843)                                                   |            |       |
| 15. April | Philippe Guerrier                           | Präsident von Haiti                                                                   | 87         |       |
| 15. April | Emilie Kraus von Wolfsberg                  | Geliebte Napoléon Bonapartes                                                          | 59         |       |
| 15. April | Ferdinand Schazmann                         | deutscher Jurist und Schriftsteller                                                   | 78         |       |
| 16. April | Mathias Stinnes                             | deutscher Industriepionier                                                            | 55         |       |
| 18. April | Luigi Del Drago                             | italienischer Kardinal                                                                | 68         |       |
| 18. April | Simon von Lämel                             | österreichischer Großhändler und Bankier                                              | 78         |       |
| 18. April | Nicolas-Théodore de Saussure                | Schweizer Naturforscher                                                               | 77         |       |
| 22. April | Johann Drewitz                              | deutscher Schauspieler                                                                | 84         |       |
| 23. April | Johann Rudolf Czernin von und zu Chudenitz  | österreichischer Verwaltungsbeamter, Kunstsammler                                     | 87         |       |
| 23. April | Johann Georg Lahner                         | Erfinder des Wiener Würstchens                                                        | 72         |       |
| 26. April | Anton Diezler                               | deutscher Landschafts- und Vedutenmaler                                               | 33         |       |
| 27. April | Karl Friedrich Alexander von Arnswaldt      | deutscher Wissenschaftspolitiker, Staatsminister des Königreichs Hannover und Kurator | 76         |       |
| 27. April | David W. Dickinson                          | US-amerikanischer Politiker                                                           | 36         |       |
| 28. April | Joachim Dietrich Brandis                    | deutscher Arzt und Apotheker                                                          | 83         |       |
| 30. April | Eobanus Friedrich Krebaum                   | deutscher Orgelbaumeister                                                             | 59         |       |

## Mai
| Tag     | Name                              | Beruf, bekannt als | Alter | Beleg |
| ------- | --------------------------------- | --- | ----- | ----- |
| 1. Mai  | Eugen von Wrede                   | bayerischer Justizbeamter und Regierungspräsident                                                                                | 39    |       |
| 2. Mai  | August Friedrich Pauly            | deutscher klassischer Philologe                                                                                                  | 48    |       |
| 2. Mai  | Christian Pfaff                   | deutscher Handelsmann und Bürgermeister von Aschaffenburg                                                                        | 75    |       |
| 2. Mai  | Guillaume de Vaudoncourt          | französischer General und Kriegshistoriker                                                                                       | 72    |       |
| 3. Mai  | Thomas Hood                       | englischer Schriftsteller und Humorist                                                                                           | 45    |       |
| 4. Mai  | Ludwig August von Buch            | königlich preußischer Diplomat und Gesandter                                                                                     | 44    |       |
| 4. Mai  | Philipp Jakob Cretzschmar         | deutscher Arzt und Zoologe | 58    |       |
| 4. Mai  | Josef Danhauser                   | österreichischer Maler | 39    |       |
| 5. Mai  | Georg von Hofmann                 | österreichischer Dramatiker und Librettist                                                                                       | 75    |       |
| 7. Mai  | Francisco de São Luís Saraiva     | portugiesischer Geistlicher und Politiker                                                                                        | 79    |       |
| 8. Mai  | Bernhard Dollmaetsch              | Oberbürgermeister der Stadt Karlsruhe                                                                                            | 65    |       |
| 8. Mai  | Leverett Saltonstall              | US-amerikanischer Politiker | 61    |       |
| 9. Mai  | Johann Caspar von Boddien         | deutscher Offizier und Generalmajor                                                                                              | 72    |       |
| 10. Mai | Friedrich Christoph von Schmincke | kurhessischer Minister | 69    |       |
| 11. Mai | Johann Heinrich Dierbach          | deutscher Botaniker, Arzt und Pharmazeut                                                                                         | 57    |       |
| 11. Mai | Carl Filtsch                      | altösterreichischer Pianist und Komponist                                                                                        | 14    |       |
| 11. Mai | John Gilmore                      | US-amerikanischer Politiker | 65    |       |
| 11. Mai | Jane Irwin Harrison               | First Lady der USA | 40    |       |
| 11. Mai | Friedrich Ludwig Lindner          | deutscher Journalist, Schriftsteller und Mediziner                                                                               | 72    |       |
| 11. Mai | William H. Roane                  | US-amerikanischer Politiker | 57    |       |
| 12. Mai | János Batsányi                    | ungarischer Dichter | 82    |       |
| 12. Mai | Karl Wilhelm Baumgarten-Crusius   | deutscher Pädagoge | 59    |       |
| 12. Mai | August Wilhelm Schlegel           | deutscher Literaturhistoriker, Übersetzer, Schriftsteller, Indologe und Philosoph                                                | 77    |       |
| 13. Mai | August Gottlob Eberhard           | deutscher Dichter und Schriftsteller                                                                                             | 76    |       |
| 13. Mai | Francesca Riccardi                | italienische Opernsängerin |       |       |
| 13. Mai | Nicholas Sickles                  | US-amerikanischer Jurist und Politiker                                                                                           | 43    |       |
| 14. Mai | Philipp Jakob Siebenpfeiffer      | politischer Publizist, Mitinitiator des Hambacher Fests                                                                          | 55    |       |
| 15. Mai | Manuel Aguilar Chacón             | Präsident Costa Ricas | 47    |       |
| 15. Mai | Braulio Evaristo Carrillo Colina  | Präsident Costa Ricas | 45    |       |
| 15. Mai | Georg II.                         | Fürst zu Waldeck und Pyrmont (1813–1845)                                                                                         | 55    |       |
| 15. Mai | Christian Krafft                  | deutscher Theologe, Vertreter der Föderaltheologie, Vorläufer der Erlanger Theologie                                             | 60    |       |
| 17. Mai | Jean-Baptiste Philibert Willaumez | französischer Admiral | 83    |       |
| 18. Mai | Hermann Bobrik                    | deutscher Historiker und Geograph                                                                                                | 30    |       |
| 19. Mai | John Campbell                     | US-amerikanischer Politiker |       |       |
| 20. Mai | Richard Cox                       | englischer Brauer und Gärtner |       |       |
| 20. Mai | Joseph von Hazzi                  | bayerischer Beamter | 77    |       |
| 21. Mai | Carl Julius Meno Valett           | deutscher Jurist | 57    |       |
| 22. Mai | Johann Balthasar Jacob Rathgeber  | deutscher Bildhauer, Baumeister und Architekt                                                                                    | 75    |       |
| 24. Mai | Heinrich von Hagemeister          | deutschbaltischer Autor und Hofrat                                                                                               | 61    |       |
| 26. Mai | Jónas Hallgrímsson                | isländischer Poet und Naturwissenschaftler                                                                                       | 37    |       |
| 30. Mai | Gottfried Baumann                 | deutscher Landwirt und Politiker                                                                                                 | 80    |       |
| 30. Mai | William Harris, 2. Baron Harris   | britischer Peer und Offizier | 63    |       |
| Mai     | Johann Friedrich Petersen         | deutscher evangelisch-lutherischer Geistlicher, Mitbegründer der Gesellschaft zur Beförderung gemeinnütziger Tätigkeit in Lübeck | 85    |       |

## Juni
| Tag      | Name                               | Beruf, bekannt als                                                                   | Alter | Beleg |
| -------- | ---------------------------------- | ------------------------------------------------------------------------------------ | ----- | ----- |
| 4. Juni  | Lasse-Maja                         | schwedischer Trickdieb                                                               | 59    |       |
| 6. Juni  | Louis Victor de Caux de Blacquetot | französischer General und Politiker                                                  | 72    |       |
| 7. Juni  | Wilhelm Plagge                     | deutscher Pharmakologe und Hochschullehrer                                           | 51    |       |
| 8. Juni  | Elisabeth Alida Haanen             | niederländische Genremalerin                                                         | 35    |       |
| 8. Juni  | Andrew Jackson                     | US-amerikanischer Politiker, 7. Präsident der USA (1829–1837)                        | 78    |       |
| 9. Juni  | Charles Collins                    | US-amerikanischer Politiker                                                          |       |       |
| 9. Juni  | Gabriel Moore                      | US-amerikanischer Politiker                                                          | 60    |       |
| 11. Juni | Karl Julius Perleb                 | deutscher Botaniker und Naturforscher                                                | 51    |       |
| 12. Juni | Franciszek Ksawery Zachariasiewicz | polnischer Geistlicher, Bischof von Tarnów, Bischof von Przemyśl                     | 74    |       |
| 13. Juni | Ernst Ludwig Taentzel              | deutscher Hof-Maurermeister, -Steinhauer und Senator, Sohn von Johann Georg Taentzel | 54    |       |
| 14. Juni | Steingrímur Jónsson                | isländischer Prälat                                                                  | 75    |       |
| 15. Juni | Francesco Capaccini                | römischer Kurienkardinal                                                             | 60    |       |
| 17. Juni | Richard Harris Barham              | englischer Schriftsteller                                                            | 56    |       |
| 18. Juni | Killian K. Van Rensselaer          | US-amerikanischer Jurist und Politiker                                               | 82    |       |
| 21. Juni | Franz Joseph Mahler                | deutscher Instrumentenbauer und Erfinder                                             | 49    |       |
| 22. Juni | Georg Höpfner                      | Landtagsabgeordneter Großherzogtum Hessen                                            | 64    |       |
| 22. Juni | Joseph Mössmer                     | österreichischer Maler                                                               | 65    |       |
| 23. Juni | Isaac Finch                        | US-amerikanischer Politiker                                                          | 61    |       |
| 24. Juni | Ernestine Engels                   | deutsche Theaterschauspielerin                                                       |       |       |
| 26. Juni | John Bennett Dawson                | US-amerikanischer Politiker                                                          | 47    |       |
| 26. Juni | Friedrich von Hellwig              | preußischer Offizier                                                                 | 70    |       |
| 26. Juni | Andreas Schellhorn                 | deutscher Dichter, Sprachwissenschaftler und Politiker                               | 84    |       |
| 27. Juni | Christiane Ruthardt                | deutsche Mörderin                                                                    |       |       |
| 28. Juni | John Gilbert                       | englischer Naturforscher und Entdecker                                               |       |       |
| 29. Juni | Giovan Battista Pioda              | Schweizer Militär, Politiker, Tessiner Grossrat und Staatsrat                        | 58    |       |
| 30. Juni | Leonardo Alenza                    | spanischer Maler, Kupferstecher und Illustrator                                      | 37    |       |

## Juli
| Tag      | Name                                           | Beruf, bekannt als                                                        | Alter | Beleg |
| -------- | ---------------------------------------------- | ------------------------------------------------------------------------- | ----- | ----- |
| 3. Juli  | Johan Cesar Godeffroy V.                       | Hamburger Kaufmann und Reeder                                             | 63    |       |
| 3. Juli  | Robert Taylor                                  | US-amerikanischer Politiker                                               | 82    |       |
| 4. Juli  | Ludwig von Wolzogen                            | preußischer General der Infanterie                                        | 72    |       |
| 7. Juli  | Franz Ibel                                     | bayerischer Politiker                                                     |       |       |
| 7. Juli  | Clementine Pellegrini                          | deutsche Opernsängerin (Kontra-Alt)                                       | 47    |       |
| 8. Juli  | David Hillis                                   | US-amerikanischer Politiker                                               |       |       |
| 10. Juli | Christian Frederik Hansen                      | dänischer Architekt                                                       | 89    |       |
| 11. Juli | Johann Wilhelm Meigen                          | deutscher Entomologe, Spezialist für Zweiflügler                          | 81    |       |
| 12. Juli | Ludwig Persius                                 | Architekt                                                                 | 42    |       |
| 12. Juli | John Pope                                      | US-amerikanischer Politiker                                               |       |       |
| 12. Juli | Hermann von Rotteck                            | deutscher Historiker                                                      | 28    |       |
| 12. Juli | Henrik Arnold Wergeland                        | norwegischer Dichter                                                      | 37    |       |
| 14. Juli | Johann Jakob Frikart                           | Schweizer Theologe, Bibliothekar und Lokalhistoriker                      | 75    |       |
| 16. Juli | Maximilian von Ow                              | deutscher Regierungsbeamter, Rittergutsbesitzer und Parlamentarier        | 61    |       |
| 17. Juli | Charles Grey, 2. Earl Grey                     | britischer Außenminister und Premierminister, Erster Lord der Admiralität | 81    |       |
| 18. Juli | Giovanni Salucci                               | italienischer Architekt                                                   | 76    |       |
| 19. Juli | Christoph Hävernick                            | deutscher Theologe der Erweckungsbewegung                                 | 34    |       |
| 19. Juli | Josef Struber                                  | österreichischer Gastwirt und Schützenhauptmann                           |       |       |
| 20. Juli | Josef Leu                                      | Schweizer Politiker                                                       | 45    |       |
| 20. Juli | Abraham Gottlieb Raabe                         | deutscher Klassischer Philologe                                           | 80    |       |
| 21. Juli | Charles Manners-Sutton, 1. Viscount Canterbury | britischer Politiker (Tory) und Sprecher des Unterhauses                  | 65    |       |
| 22. Juli | Heinrich von Bellegarde                        | österreichischer Feldmarschall und Staatsmann                             | 88    |       |
| 23. Juli | Othniel Looker                                 | US-amerikanischer Politiker                                               | 87    |       |
| 23. Juli | William Sublette                               | US-amerikanischer Pelzhändler, Mountain Man und Trapper                   | 45    |       |
| 25. Juli | Adolph Erdmannsdörffer                         | deutscher Burschenschafter                                                |       |       |
| 25. Juli | Patrick Syme                                   | schottischer Pflanzenmaler                                                | 70    |       |
| 26. Juli | Jakow Petrowitsch de Balmen                    | russisch-ukrainischer Künstler, Offizier und Schriftsteller               | 31    |       |
| 26. Juli | Moritz Friedrich Illig                         | Erfinder der Leimung des Papiers in der Masse                             | 67    |       |
| 28. Juli | François René Gebauer                          | französischer Komponist, Dirigent und Professor                           | 72    |       |
| 29. Juli | François Joseph Bosio                          | französischer Bildhauer                                                   | 77    |       |
| 29. Juli | Ludwig von Lichtenberg                         | hessen-darmstädtischer Verwaltungsbeamter                                 | 61    |       |
| 30. Juli | Samuel G. Wright                               | US-amerikanischer Politiker                                               | 63    |       |
| 31. Juli | Wilhelm Legrand                                | Musiker, Komponist und Organisator der Militärmusik im Königreich Bayern  | 76    |       |
| 31. Juli | Karl Riefstahl                                 | deutscher Geiger, Komponist und Musikjournalist                           | 36    |       |
| Juli     | Franz Xaver Vetter                             | bedeutender deutscher Operntenor                                          |       |       |

## August
| Tag        | Name                                            | Beruf, bekannt als | Alter | Beleg |
| ---------- | ----------------------------------------------- | --- | ----- | ----- |
| 1. August  | Conrad Daniel von Blücher-Altona                | Oberpräsident von Altona                                                                                                   | 81    |       |
| 1. August  | Karl Heinrich Gottfried Witte                   | deutscher Pädagoge und Schriftsteller                                                                                      | 77    |       |
| 2. August  | Friedrich Wilhelm Doppelmayr                    | deutscher Jurist, Zeichner, Lithograf, Maler und Politiker                                                                 | 68    |       |
| 2. August  | Karl von Querfurth                              | deutscher Unternehmer und Politiker                                                                                        | 65    |       |
| 3. August  | Friedrich Wilhelm Lomler                        | lutherischer Theologe und Schriftsteller                                                                                   | 70    |       |
| 4. August  | Joseph Weeks                                    | US-amerikanischer Politiker                                                                                                | 72    |       |
| 5. August  | Benjamin Ferdinand von Mohl                     | württembergischer Jurist und Politiker                                                                                     | 79    |       |
| 5. August  | Magdalena Dobromila Rettigová                   | böhmische Schriftstellerin und Vertreterin der tschechischen Nationalbewegung                                              | 60    |       |
| 7. August  | Robert Graham                                   | britischer Botaniker und Arzt                                                                                              | 58    |       |
| 8. August  | Maria Josepha Hermengilde Esterházy de Galantha | Gemahlin von Fürst Nikolaus II. Esterházy                                                                                  | 77    |       |
| 8. August  | Johann Christian Friedrich Gutkaes sen.         | deutscher Uhrmacher | 60    |       |
| 9. August  | Magnus Vilhelm von Düben                        | schwedischer Biologe und Naturforscher                                                                                     | 31    |       |
| 10. August | Karl Wilhelm Naundorff                          | deutscher Uhrmacher, der bis zu seinem Tod behauptete, Ludwig XVII. von Frankreich zu sein und als Thronprätendent auftrat |       |       |
| 12. August | Martin Dorfner                                  | bayerischer Gastronom und Politiker                                                                                        | 61    |       |
| 12. August | Alexander Juhan                                 | US-amerikanischer Komponist, Pianist und Dirigent                                                                          |       |       |
| 14. August | Charlotte Louise von Hohenthal                  | deutsche Philanthropin und Sozialreformerin                                                                                | 37    |       |
| 15. August | Pierre Pelletan                                 | französischer Arzt | 63    |       |
| 15. August | August Seyffer                                  | deutscher Kupferstecher, Zeichner und Maler                                                                                | 71    |       |
| 17. August | Hieronymus Payer                                | österreichischer Komponist                                                                                                 | 58    |       |
| 18. August | Georg Karl Wilhelm Philipp von Donop            | deutscher Beamter und Historiker                                                                                           | 78    |       |
| 21. August | Johann Friedrich Christian Hess                 | Stadtbaumeister in Frankfurt am Main                                                                                       | 60    |       |
| 21. August | Vincent-Marie Viénot de Vaublanc                | französischer Staatsmann                                                                                                   | 89    |       |
| 23. August | Amédée Louis Michel Le Peletier                 | französischer Entomologe                                                                                                   | 74    |       |
| 23. August | Rafael Urdaneta                                 | venezolanischer General, Präsident und Kriegsminister                                                                      | 56    |       |
| 24. August | Stephen Barlow                                  | US-amerikanischer Politiker                                                                                                | 66    |       |
| 25. August | Engelbert Johann von Marschalck                 | Landdrost der Landdrostei Stade                                                                                            | 79    |       |
| 25. August | Pedro Berro                                     | uruguayischer Politiker | 78    |       |
| 25. August | Joseph Antoine Risso                            | französischer Naturforscher                                                                                                | 68    |       |
| 26. August | Philippe Henri de Girard                        | französischer Techniker | 70    |       |
| 26. August | Jan Jeník z Bratřic                             | tschechischer Historiker                                                                                                   | 89    |       |
| 28. August | Nikolaus Becker                                 | deutscher Dichter, Verfasser des Rheinlieds                                                                                | 35    |       |
| 30. August | Buckner Thruston                                | US-amerikanischer Politiker                                                                                                | 82    |       |
| 30. August | Johann Rudolf Wyss                              | reformierter Schweizer Landpfarrer und Dichter                                                                             | 82    |       |
| 31. August | Maximilian Droste zu Vischering-Padberg         | deutscher Landrat | 64    |       |
| 31. August | John B. Forester                                | US-amerikanischer Politiker                                                                                                |       |       |
| 31. August | Georg Christian Green                           | Ratsherr der Hansestadt Lübeck                                                                                             | 41    |       |
| 31. August | Wilhelm Josephi                                 | deutscher Hochschullehrer, Professor für Medizin, Chirurg und Geburtshelfer                                                | 82    |       |
| 31. August | Friedrich Heinrich Leopold von Schladen         | preußischer Gesandter in Lissabon, München, St. Petersburg, Konstantinopel, Brüssel, Den Haag, interimsweise Wien          | 73    |       |

## September
| Tag           | Name                                              | Beruf, bekannt als                                                          | Alter | Beleg |
| ------------- | ------------------------------------------------- | --------------------------------------------------------------------------- | ----- | ----- |
| 1. September  | Friedrich August Elsasser                         | deutscher Maler                                                             | 35    |       |
| 1. September  | Charles Johnston                                  | US-amerikanischer Politiker                                                 | 52    |       |
| 2. September  | Bernardino Rivadavia                              | argentinischer Staatsmann und erster Präsident Argentiniens                 | 65    |       |
| 2. September  | Pierre-Paul Royer-Collard                         | französischer Philosoph und Politiker                                       | 82    |       |
| 5. September  | Ebenezer Tucker                                   | US-amerikanischer Politiker                                                 | 86    |       |
| 6. September  | Heinrich von Mappes                               | Landtagsabgeordneter Großherzogtum Hessen                                   | 87    |       |
| 7. September  | Johann Martin Pacher von Theinburg                | österreichischer Industrieller                                              | 73    |       |
| 7. September  | Levi Pawling                                      | US-amerikanischer Politiker                                                 | 72    |       |
| 8. September  | Carl Constantin Victor von Mergenbaum             | deutscher Landwirt, königlicher Kämmerer und Mäzen                          | 66    |       |
| 8. September  | Wassili Iwanowitsch Sternberg                     | russischer Maler                                                            | 27    |       |
| 9. September  | Samuel Bigger                                     | US-amerikanischer Politiker                                                 | 43    |       |
| 10. September | Karl August von Lichtenstein                      | deutscher Opernsänger, Komponist, Librettist, Übersetzer und Intendant      | 78    |       |
| 10. September | Jan Perner                                        | tschechischer Patriot und Eisenbahnbauer                                    | 30    |       |
| 10. September | Friedrich Georg von Sohr                          | preußischer Generalleutnant                                                 | 70    |       |
| 10. September | Joseph Story                                      | US-amerikanischer Jurist                                                    | 65    |       |
| 13. September | Joseph Engelmann                                  | deutscher Verleger und Buchhändler                                          | 62    |       |
| 14. September | Johann Michael Duntze                             | Bremer Senator und Bürgermeister                                            | 66    |       |
| 14. September | Joseph von Giovanelli zu Gerstburg und Hörtenberg | Tiroler Freiheitskämpfer und Politiker                                      | 61    |       |
| 15. September | Alexander Cranz                                   | württembergischer Oberamtmann                                               | 66    |       |
| 15. September | Alexander Iwanowitsch Jakubowitsch                | russischer Hauptmann und Dekabrist                                          |       |       |
| 21. September | Georg Cancrin                                     | deutsch-russischer General und Staatsmann                                   | 70    |       |
| 21. September | Klementyna Hoffmanowa                             | polnische Schriftstellerin                                                  | 46    |       |
| 22. September | John White                                        | US-amerikanischer Politiker (Whig Party), Sprecher des Repräsentantenhauses | 43    |       |
| 23. September | Victor Emil Janssen                               | deutscher Maler                                                             | 38    |       |
| 24. September | Johann Aloys Miksch                               | böhmischer Komponist                                                        | 80    |       |
| 25. September | Joseph Droste zu Vischering                       | Obersthofmeister und k. u. k. Generalmajor                                  | 61    |       |
| 25. September | Heinrich Falckenberg                              | Verwaltungsbeamter und Ehrenbürger Berlins                                  |       |       |
| 27. September | Elias Perkins                                     | US-amerikanischer Politiker                                                 | 78    |       |
| 28. September | William Russell                                   | US-amerikanischer Politiker                                                 |       |       |

## Oktober
| Tag         | Name                                | Beruf, bekannt als                                                          | Alter | Beleg |
| ----------- | ----------------------------------- | --------------------------------------------------------------------------- | ----- | ----- |
| 2. Oktober  | Mathias von Hedenström              | schwedisch-russischer Entdecker                                             |       |       |
| 2. Oktober  | Samuel Paynter                      | US-amerikanischer Politiker                                                 | 77    |       |
| 3. Oktober  | Johann Georg Krauer                 | Schweizer Naturwissenschaftler, Arzt und Dichter                            | 53    |       |
| 3. Oktober  | Franz Xaver Weinmüller              | bayerischer Bürgermeister                                                   | 73    |       |
| 4. Oktober  | Clemens Wenzeslaus Coudray          | Architekt und Oberbaudirektor des Großherzogtums Sachsen-Weimar-Eisenach    | 69    |       |
| 5. Oktober  | Francisco Tomás Morales             | spanischer Offizier in den venzolanischen Unabhängigkeitskriegen            |       |       |
| 7. Oktober  | Isabella Colbran                    | Opernsängerin und Komponistin                                               | 60    |       |
| 11. Oktober | Mathias Bayrhamer                   | Stifter                                                                     | 76    |       |
| 12. Oktober | John Brown                          | US-amerikanischer Politiker                                                 | 73    |       |
| 12. Oktober | Jacob Friedrich Dyckerhoff          | deutscher Baumeister bzw. Architekt des Klassizismus, badischer Baubeamter  | 70    |       |
| 12. Oktober | Elizabeth Fry                       | britische Reformerin des Gefängniswesens                                    | 65    |       |
| 13. Oktober | Friedrich Mohn                      | deutscher evangelischer Prediger und Autor                                  | 83    |       |
| 14. Oktober | Luigi Petroni                       | Generalminister der Kapuziner                                               | 69    |       |
| 14. Oktober | César Rainville                     | französischer Offizier und Gastwirt in Ottensen                             |       |       |
| 16. Oktober | Charles Michael Baggs               | irischer römisch-katholischer Geistlicher und Apostolischer Vikar           | 39    |       |
| 17. Oktober | Johann Baptist von Keller           | deutscher römisch-katholischer Geistlicher, Bischof von Rottenburg          | 71    |       |
| 17. Oktober | Johann Baptist Lexa von Aehrenthal  | böhmischer Verwaltungsbeamter und Pomologe                                  | 68    |       |
| 18. Oktober | Jean Dominique Comte de Cassini     | französischer Geodät                                                        | 97    |       |
| 19. Oktober | Clemens August Droste zu Vischering | deutscher Geistlicher, Erzbischof des Erzbistums Köln (1835–1845)           | 72    |       |
| 19. Oktober | Ernst Friedrich Georg Hüpeden       | deutscher Verwaltungsjurist und Politiker im Königreich Hannover            | 56    |       |
| 19. Oktober | Friedrich Philipp Victor von Moltke | preußischer Offizier und dänischer General                                  | 77    |       |
| 19. Oktober | Hermann Schmidt                     | deutscher Komponist                                                         | 35    |       |
| 20. Oktober | Élisa Blondel                       | französische Malerin                                                        | 34    |       |
| 21. Oktober | Maria Hoofman                       | niederländische Kunstsammlerin, Zeichnerin und Malerin                      | 68    |       |
| 23. Oktober | Friedrich Matthäi                   | sächsischer Porträt- und Historienmaler                                     | 68    |       |
| 23. Oktober | Johann Peter Pauls                  | königlich preußischer Geheimer Regierungs-, Medizinal- und Oberpräsidialrat |       |       |
| 25. Oktober | Franz Laurenz Mauermann             | deutscher katholischer Bischof                                              | 65    |       |
| 25. Oktober | Carel Hendrik Verhuell              | holländisch-französischer Admiral und Diplomat                              | 81    |       |
| 27. Oktober | Jean Peltier                        | französischer Physiker                                                      | 60    |       |
| 29. Oktober | Nicolas-Toussaint Charlet           | französischer Maler                                                         | 52    |       |
| 31. Oktober | Joseph Alois Fink                   | österreichischer Buchbinder, Mechaniker und Erfinder                        | 49    |       |
| 31. Oktober | Ignaz Lindl                         | bessarabiendeutscher katholischer Priester                                  | 71    |       |

## November
| Tag          | Name                                        | Beruf, bekannt als                                                                                          | Alter | Beleg |
| ------------ | ------------------------------------------- | --- | ----- | ----- |
| 2. November  | Louis Klein                                 | französischer Divisionsgeneral                                                                              | 84    |       |
| 2. November  | Christian Urhan                             | deutscher Violinist, Organist und Komponist der in Frankreich gewirkt hat                                   | 55    |       |
| 3. November  | Johan Gijsbert Verstolk van Soelen          | niederländischer Politiker                                                                                  | 69    |       |
| 4. November  | Ernst Wilhelm von Schlotheim                | Königlich-Westphälischer Generalmajor                                                                       | 81    |       |
| 6. November  | Karl Friedrich Cerf                         | deutscher Theaterleiter                                                                                     | 74    |       |
| 6. November  | Charles Stuart, 1. Baron Stuart de Rothesay | britischer Adliger und Diplomat                                                                             | 66    |       |
| 9. November  | Friedrich Anton Wyttenbach                  | deutscher Genre- und Tiermaler                                                                              | 33    |       |
| 10. November | Jean Dominique Compans                      | französischer Divisionsgeneral der Infanterie                                                               | 76    |       |
| 10. November | Carolus Magnus Hutschenreuther              | deutscher Unternehmer und Begründer der Porzellanfabrik C. M. Hutschenreuther in Hohenberg an der Eger 1814 | 51    |       |
| 11. November | Friedrich Justinian von Günderrode          | deutscher Jurist, Gerichtspräsident und Pomologe                                                            | 80    |       |
| 11. November | Joseph Hopkins Peyton                       | US-amerikanischer Politiker                                                                                 | 37    |       |
| 14. November | Georg Fisslthaler                           | Verwalter der gräflichen Güter von Aurolzmünster im oberösterreichischen Innviertel                         | 59    |       |
| 14. November | John Patterson Bryan Maxwell                | US-amerikanischer Politiker                                                                                 | 41    |       |
| 17. November | Philipp Magnus Seifert                      | deutscher Mediziner und Hochschullehrer                                                                     | 45    |       |
| 19. November | Ernst Christoph Bindemann                   | deutscher Lyriker und Übersetzer                                                                            | 78    |       |
| 21. November | Carl Christian Friedrich Glenck             | deutscher Salinist, Bohrspezialist und Unternehmer                                                          | 66    |       |
| 22. November | Morten Wormskjold                           | dänischer Reisender                                                                                         | 62    |       |
| 23. November | Michael Salomo Alexander                    | evangelischer Bischof                                                                                       | 46    |       |
| 23. November | Theresia Brandenberg                        | Schweizer Glockengießerin                                                                                   | 82    |       |
| 23. November | Friedrich August von Fritsch                | Oberforstmeister                                                                                            | 77    |       |
| 23. November | Heinrich Pfaff                              | deutscher Stadtschultheiß und Politiker                                                                     | 51    |       |
| 24. November | Karl Wilhelm Wach                           | deutscher Maler                                                                                             | 58    |       |
| 25. November | Louis Milon                                 | Tänzer, Choreograf und Pantomime                                                                            |       |       |
| 26. November | Giuseppe Antonio Zacchia Rondinini          | Kardinal der katholischen Kirche                                                                            | 58    |       |
| 28. November | Christian Josef Tschuggmall                 | österreichischer Mechaniker, Erfinder und Schausteller                                                      | 60    |       |
| 29. November | Christian Antze                             | deutscher Jurist und Politiker                                                                              | 70    |       |
| 30. November | Nils Gabriel Sefström                       | schwedischer Chemiker und Mineraloge                                                                        | 58    |       |

## Dezember
| Tag          | Name                                       | Beruf, bekannt als                                                        | Alter | Beleg |
| ------------ | ------------------------------------------ | ------------------------------------------------------------------------- | ----- | ----- |
| 2. Dezember  | Johann Simon Mayr                          | deutscher Komponist und Musiklehrer                                       | 82    |       |
| 3. Dezember  | Leopold von Geramb                         | österreichischer General der Kavallerie                                   | 71    |       |
| 3. Dezember  | Michail Sergejewitsch Lunin                | russischer Publizist, Oppositioneller und politischer Häftling            | 57    |       |
| 3. Dezember  | Gregor MacGregor                           | schottischer Heerführer in den südamerikanischen Befreiungskriegen        | 58    |       |
| 5. Dezember  | Franz von Waldburg-Zeil                    | deutscher Adliger                                                         | 67    |       |
| 6. Dezember  | George Barker                              | englischer Rechtsanwalt und Gärtner                                       |       |       |
| 7. Dezember  | Roustam Raza                               | georgischer Mamluk und Leibwächter Napoleons                              |       |       |
| 7. Dezember  | John Cotton Smith                          | US-amerikanischer Jurist und Politiker                                    | 80    |       |
| 8. Dezember  | Pierre Tobie Yenni                         | Bischof von Lausanne-Genf                                                 | 70    |       |
| 9. Dezember  | Friedrich Karl von Tettenborn              | österreichischer General der Kavallerie im Freiheitskrieg                 | 67    |       |
| 10. Dezember | Friedrich von Sydow                        | preußischer Offizier und Schriftsteller                                   | 65    |       |
| 13. Dezember | Friedrich Ludwig Escher                    | Schweizer Plantagenbesitzer und Sklavenhalter                             | 66    |       |
| 15. Dezember | Georg August Benjamin Schweikert           | deutscher Mediziner und Pionier der Homöopathie                           | 71    |       |
| 15. Dezember | Alexander Iwanowitsch Turgenew             | russischer Historiker                                                     | 61    |       |
| 16. Dezember | Timothy H. Porter                          | US-amerikanischer Politiker                                               | 60    |       |
| 16. Dezember | Wilhelm Dorow                              | deutscher Diplomat, Archäologe, Historiker und Biograf                    | 55    |       |
| 17. Dezember | Armar Lowry-Corry, 3. Earl Belmore         | britischer Politiker irischer Herkunft                                    | 43    |       |
| 18. Dezember | Friedrich August Bevilaqua                 | sächsischer Generalleutnant                                               | 68    |       |
| 18. Dezember | Michael Sprigg                             | US-amerikanischer Politiker                                               | 54    |       |
| 19. Dezember | Johann Friedrich La Trobe                  | deutschbaltischer Komponist                                               | 76    |       |
| 19. Dezember | Friedrich Wilhelm Riemer                   | deutscher Philologe, Schriftsteller, Bibliothekar und Goethes Sekretär    | 71    |       |
| 19. Dezember | James Stuart-Wortley, 1. Baron Wharncliffe | britischer Offizier, Adliger und Politiker, Mitglied des House of Commons | 69    |       |
| 20. Dezember | Amalia Carolina Louisa Benda               | deutsche Schauspielerin                                                   |       |       |
| 21. Dezember | Werner Friedrich Hoffmeister               | deutscher Arzt und Naturforscher                                          | 26    |       |
| 21. Dezember | Robert Henry Sale                          | britischer Armeeoffizier                                                  | 63    |       |
| 24. Dezember | Walter Hampden Overton                     | US-amerikanischer Politiker                                               |       |       |
| 25. Dezember | Wilhelm Friedrich Ernst Bach               | deutscher Komponist                                                       | 86    |       |
| 25. Dezember | Johann Christian Krüger                    | deutscher Justizbeamter                                                   | 74    |       |
| 25. Dezember | James Thomas                               | US-amerikanischer Politiker                                               | 60    |       |
| 26. Dezember | Nikolaus von Rudersheim                    | bayerischer Offizier, zuletzt Generalmajor                                | 64    |       |
| 27. Dezember | Judah Dana                                 | US-amerikanischer Politiker                                               | 73    |       |
| 27. Dezember | Christoph Graf von Reichenbach-Goschütz    | preußischer Offizier und Oberstleutnant                                   | 72    |       |
| 28. Dezember | Jean-Baptiste Migeon                       | französischer Unternehmer und Politiker                                   | 77    |       |
| 29. Dezember | Karl von Birago                            | österreichischer Militäringenieur und Erfinder                            | 53    |       |

## Datum unbekannt
| Tag | Name                             | Beruf, bekannt als                                                                     | Alter | Beleg |
| --- | -------------------------------- | -------------------------------------------------------------------------------------- | ----- | ----- |
|     | Giuseppe Balducci                | italienischer Komponist                                                                |       |       |
|     | Francisco Manuel Blanco          | spanischer Botaniker                                                                   |       |       |
|     | Friedrich Blühmel                | deutscher Hornist und Instrumentenbauer                                                |       |       |
|     | Theodor Bodemann                 | Bergprobierer                                                                          |       |       |
|     | Giovanni Battista Caviglia       | italienischer Kapitän und Ägyptologe                                                   |       |       |
|     | Andreas Dietsch                  | deutscher Bürstenbinder, Publizist, Auswanderer                                        |       |       |
|     | Neophytos Doukas                 | griechischer Gelehrter, Priester und Autor                                             |       |       |
|     | Karl Joseph Dietz                | deutscher Jurist und Landrat                                                           |       |       |
|     | Charles Downing                  | US-amerikanischer Politiker                                                            |       |       |
|     | Wilhelm Ehlers                   | deutscher Theaterschauspieler und Opernsänger (Tenor), Theaterintendant und -regisseur |       |       |
|     | Johann Wilhelm Fischer           | Baumwollfabrikant und Bankier                                                          |       |       |
|     | Giuseppe Maria Foppa             | italienischer Librettist                                                               |       |       |
|     | Joseph Edward von Gillern        | Maler des Biedermeier                                                                  |       |       |
|     | Chrétien-Louis-Joseph de Guignes | französischer Diplomat und Sinologe                                                    |       |       |
|     | Anton Hallmann                   | deutscher Maler, Zeichner und Schriftsteller                                           |       |       |
|     | Sigismund Paul Hiepe             | deutscher Jurist und Politiker                                                         |       |       |
|     | John Knox                        | schottischer Landschaftsmaler                                                          |       |       |
|     | Franz von Paula Mayr             | deutscher Maler                                                                        |       |       |
|     | Mohammed Akbar                   | afghanischer Stammesführer                                                             |       |       |
|     | Maurizio Benedetto Olivieri      | italienischer Dominikaner                                                              |       |       |
|     | Manuel Pérez                     | nicaraguanischer Politiker und 1845 „Director Supremo“ des Landes                      |       |       |
|     | Johann Heinrich Richter          | deutscher Maler                                                                        |       |       |
|     | Friedrich Riel                   | deutscher Komponist und Pianist                                                        | ≈71   |       |
|     | Martín Rodríguez                 | argentinischer Politiker und Soldat                                                    |       |       |
|     | Ida Saint-Elme                   | französische Schriftstellerin, Abenteurerin und Kurtisane                              |       |       |
|     | Heinrich Schönfeld               | deutscher Maler                                                                        |       |       |
|     | Saleh Shirazi                    | persischer Botschafter                                                                 |       |       |
|     | Anton Trey                       | österreichischer Straßenbauer                                                          |       |       |
|     | Franz Werner                     | Mainzer Domkapitular                                                                   |       |       |
|     | Isaak Wolfsheimer                | deutscher Miniaturmaler, Kupferstecher und Lithograph                                  |       |       |